# Khaled Hosseini
Khaled Hosseini, afganistansko-ameriški pisatelj in zdravnik, * 4. marec 1965, Kabul, Afganistan.
Zaslovel je s prvencem Tek za zmajem, po katerem se je odpovedal zdravniški karieri in se posvetil pisanju.

## Življenje in delo
Hosseini se je rodil 4. marca 1965 v Kabulu kot najstarejši izmed petih otrok. Njegov oče je delal kot diplomat na ministrstvu za zunanje zadeve, mama pa kot učiteljica perzijščine na ženski srednji šoli.
Pri enajstih je njegov oče dobil službo v Parizu in družina se je preselila v Francijo. V Afganistan se zaradi sovjetske invazije 1978 niso mogli več vrniti, zato je oče zaprosil za politični azil v Združenih državah.
Srednjo šolo je kljub kulturnemu šoku in odtujenosti 1984 opravil v San Joseju, za tem pa nadaljeval na Univerzi v Santa Clari, kjer je 1988 diplomiral iz biologije. Nadaljeval je s študijem medicine v San Diegu in 1996 pridobil zdravniško licenco.
Deset let, vse do izida knjige Tek za zmajem, je delal kot zdravnik.
Nanj so vplivali številni perzijski pisatelji, med drugim Rumi, Omar Hajam in Hafis. Omenja tudi Londonov Beli očnjak, Alico v čudežni deželi in glasbenika Ahmada Zahirja.
Leta 2006 je bil izbran za ambasadorja dobre volje Visokega komisariata ZN za begunce (UNHCR). Po obisku prebežnikov na številnih ranljivih območjih je ob vrnitvi v ZDA ustanovil organizacijo Khaled Hosseini Foundation, ki predvsem ženskam, otrokom in družinam nasploh nudi humanitarno pomoč v Afganistanu.